# سانتو ستيفانو دي سيسانيو
سانتو ستيفانو دي سيسانيو (بالإيطالية: Santo Stefano di Sessanio)‏ هي بلدية في مقاطعة لاكويلا في إقليم أبروتسو الإيطالي.

## السكان
في سنة 1861 بلغ عدد السكان 1٬315 نسمة، وتطور العدد ليصل في سنة 2011 لـ 111 نسمة.
يظهر هذا المخطط البياني تطور النمو السكاني لـ سانتو ستيفانو دي سيسانيو